# Tula del Río
Tula del Río är en ort i Mexiko.   Den ligger i kommunen Mártir de Cuilapan och delstaten Guerrero, i den södra delen av landet, 170 km söder om huvudstaden Mexico City. Tula del Río ligger 554 meter över havet och antalet invånare är 994.
Terrängen runt Tula del Río är kuperad åt nordväst, men åt sydost är den bergig. Tula del Río ligger nere i en dal. Runt Tula del Río är det ganska glesbefolkat, med 23 invånare per kvadratkilometer. Närmaste större samhälle är San Agustín Oapan, 8,7 km väster om Tula del Río. I omgivningarna runt Tula del Río växer huvudsakligen savannskog.